# Raúl Alcalá
Raúl Alcalá Gallegos (Monterrey, 3 marzo 1964) è un ex ciclista su strada messicano, professionista dal 1985 al 1994, conta una Clásica San Sebastián.

## Carriera
Atleta con caratteristiche di passista-scalatore, approda al professionismo nel 1985 con la squadra messicana Denti-Valtron; nel 1986 è nelle file della squadra statunitense 7-Eleven e al suo primo anno vince alcune corse minori proprio negli Stati Uniti; la squadra lo schiera inoltre al via del Tour de France (sarà la prima di 9 partecipazioni) dove si dedica per lo più a compiti di gregariato.
Nella stagione successiva i miglioramenti sono evidenti e dopo aver conquistato alcune vittorie in America si aggiudica una tappa al Giro del Trentino e in luglio torna a correre il Tour de France, giungendo secondo in due tappe, nono nella classifica finale e lottando per la conquista della maglia a pois. Nella stagione 1988 partecipa sia al Giro d'Italia che al Tour de France; soprattutto nella corsa italiana il suo lavoro risulta prezioso per il capitano Andrew Hampsten, che conquista la vittoria finale.
Nel 1989 passa alla forte squadra olandese PDM-Concorde, ed è con questa formazione che coglie i risultati più importanti della sua carriera. Nella sua prima stagione termina ottavo al Tour de France correndo in appoggio ai capitani Steven Rooks e Gert-Jan Theunisse e aggiudicandosi la seconda frazione, con arrivo al Circuito di Spa-Francorchamps; l'anno successivo finisce ancora volta ottavo al Tour de France aggiudicandosi la sesta tappa, una lunga cronometro che si concludeva a Épinal. Nello stesso anno vince anche una tappa e la classifica finale del Giro delle Asturie.
È però nel 1992 che conquista la vittoria forse più importante della carriera: in una giornata dalle condizioni climatiche difficili riesce infatti ad aggiudicarsi la Classica di San Sebastián. Continua a comportarsi bene anche in alcune brevi e importanti corse a tappe europee, senza trascurare i successi in patria. Si ricordano inoltre i due piazzamenti nei primi dieci della classifica nelle due partecipazioni alla Vuelta a España (settimo nel 1991 e ottavo nel 1992).
Al termine della stagione 1994, trentenne, decide di ritirarsi dall'attività agonistica.
Nella giornata del 6 ottobre 2008, all'età di 44 anni (ossia ben 14 anni dopo il ritiro), rientra alle gare prendendo parte alla Vuelta Chihuahua, breve corsa a tappe che si disputa sulle strade dell'omonima regione messicana, con il team Rica Burguer. Nel 2010, quarantaseienne, si aggiudica la prova a cronometro del campionato messicano su strada completando i 30 chilometri di percorso ad una media di 50,661 km/h.

## Palmarès
- 1986

8ª tappa Coors Classic
Cronoprologo Redlands Bicycle Classic (cronometro)
2ª tappa Redlands Bicycle Classic
- 1987

1ª tappa Giro del Trentino
Classifica generale Coors Classic
Cronoprologo Redlands Bicycle Classic (cronometro)
3ª tappa Redlands Bicycle Classic
16ª tappa Redlands Bicycle Classic
- 1989

3ª tappa Tour de France
10ª tappa Ruta Ciclista Mexico
11ª tappa Ruta Ciclista Mexico
14ª tappa Ruta Ciclista Mexico
15ª tappa Ruta Ciclista Mexico
Classifica generale Ruta Ciclista Mexico
1ª tappa Tour de Monterrey
2ª tappa Tour de Monterrey
- 1990

9ª tappa Tour de France
Cronoprologo Tour de Trump (cronometro)
6ª tappa Tour de Trump
Classifica generale Tour de Trump
7ª tappa Ruta Ciclista Mexico
14ª tappa Ruta Ciclista Mexico
Classifica generale Ruta Ciclista Mexico
1ª tappa Vuelta Ciclista Asturias
Classifica generale Vuelta Ciclista Asturias
- 1991

5ª tappa Vuelta al País Vasco
- 1992

Classica di San Sebastián
3ª tappa Setmana Catalana
- 1993

Cronoprologo Giro del Delfinato (cronometro)
3ª tappa Giro del Delfinato
5ª tappa Vuelta Ciclista a Burgos
5ª tappa Vuelta Ciclista a Burgos
Classifica generale Tour DuPont
- 1994

9ª tappa Ruta Ciclista Mexico
Classifica generale Ruta Ciclista Mexico
Classifica generale Tour DuPont
- 2010

Campionati messicani, Cronometro

### Altri successi
- 1987

Classifica giovani Tour de France

## Piazzamenti

### Grandi Giri
- Giro d'Italia

1988: 14º
1994: ritirato
- Tour de France

1986: 114º
1987: 9º
1988: 20º
1989: 8º
1990: 8º
1991: ritirato
1992: 21º
1993: 27º
1994: 70º
- Vuelta a España

1991: 7º
1992: 8º